# Andelotanasis
Andelotanasis (gr. Αντελοθανάσης) – grecki strzelec. Brał udział w Letnich Igrzyskach Olimpijskich 1896 w Atenach.
Andelotanasis startował w turnieju z karabinem dowolnym. Jego miejsce i wynik nie są znane, choć nie ukończył zawodów w pierwszej piątce.